# Cape Meares
Cape Meares é uma Região censo-designada localizada no estado norte-americano de Oregon, no Condado de Tillamook.

## Demografia
Segundo o censo norte-americano de 2000, a sua população era de 110 habitantes.

## Geografia
De acordo com o United States Census Bureau tem uma área de
8,0 km², dos quais 7,3 km² cobertos por terra e 0,7 km² cobertos por água.

## Localidades na vizinhança
O diagrama seguinte representa as localidades num raio de 12 km ao redor de Cape Meares.